# 地蔵川 (福島県)
地蔵川（じぞうがわ）は、福島県北東部を流れる河川であり、二級水系地蔵川水系の本流である。

## 概要
相馬市北西部、宮城県境にある阿武隈高地の旗巻峠付近を水源とし相馬市北部を東進し相馬郡新地町にて太平洋に注ぐ。下流部はもともと新沼浦の干拓の際に排水路として作られたものであり、古くから河川氾濫や低地での内水氾濫の被害が繰り返し発生していた。このため1963年から1978年にかけて上流部の局部改良事業が、1967年度から下流部と支流の立田川の中小河川改修事業が、1965年から1974年にかけて支流の椎木川にて砂防事業がそれぞれ行われてきた。

## 災害
- 1986年8月2日～10日 - 昭和61年台風第10号による豪雨により出水し（8.5水害）、家屋122戸、農地239haが浸水。
- 2019年10月12日 - 令和元年東日本台風（台風19号）により支流の椎木川で氾濫が発生[1]。

## 流域の自治体
福島県
- 相馬市
- 相馬郡新地町

## 支流
下流より記載
- 立田川
- 椎木川

## 主な橋梁
下流より記載
- 浜畑橋（福島県道・宮城県道38号相馬亘理線）
- 新地蔵川橋（国道6号相馬バイパス）
- 地蔵川橋（国道113号相馬バイパス）
- 瑞穂橋（福島県道272号原釜椎木線）
- 地蔵川橋梁（JR常磐線）
- 地蔵川橋（福島県道394号相馬新地線）
- 内沢橋（福島県道228号相馬大内線）
- 相馬10ボックスカルバート（常磐自動車道）